# Flugplatz Nordhausen

i7
i11
i13

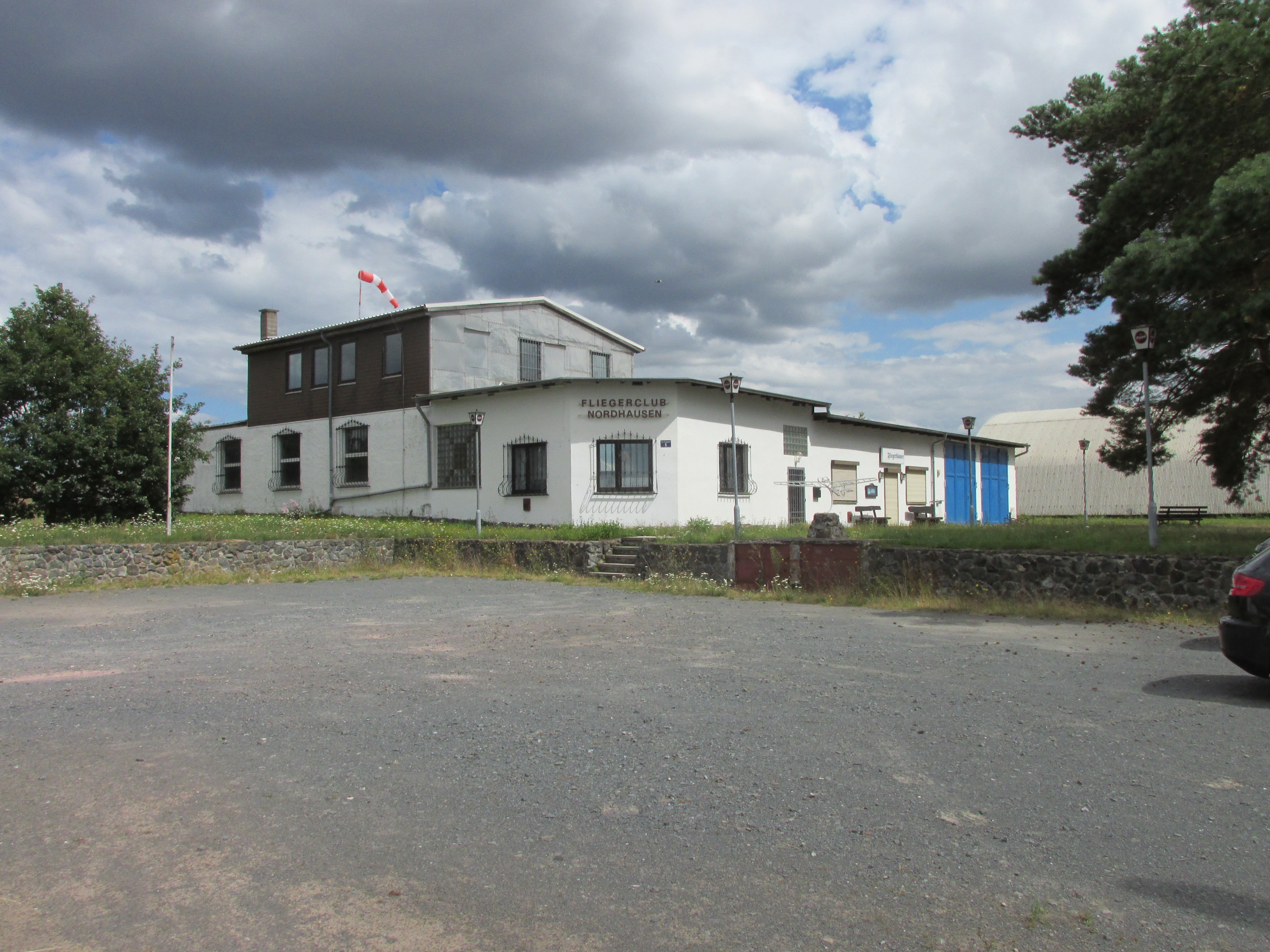

Der Flugplatz Nordhausen (ICAO-Code: EDAO) ist ein Sonderlandeplatz bei Nordhausen in Thüringen. Er wird vom Fliegerclub Nordhausen am Harz e. V. betrieben.

## Geschichte
Nach der Besetzung durch die Alliierten am 14. April 1945 wurde der Flugplatz als Advanced Landing Ground ALG R-19 bezeichnet.

## Geographie
Der Platz liegt in Nordthüringen am Harz zwischen der Stadt Nordhausen und dem Ortsteil Bielen. Zu erreichen ist der Flugplatz über die Landstraße 3080, östlich der Bundesstraße 4.

### Zulassung
Es dürfen Motorflugzeuge (MTOW ≤ 5700 kg), Hubschrauber (≤ 5700 kg), Motorsegler (GLDP), Segelflugzeuge und Ultraleichtflugzeuge (UL) betrieben werden.

## Infrastruktur
Für die Unterbringung von Luftfahrzeugen stehen Hangars auf Anfrage zur Verfügung. Flugzeuge können über Nacht auch im Freien abgestellt werden.